# Anomaloglossus leopardus
Anomaloglossus leopardus é uma espécie de anfíbio anuro da família Aromobatidae. Está presente no Suriname. Não foi ainda avaliada pela UICN.